# Tula de Allende
20°3′2.1960″N 99°20′49.063″V / 20.050610000°N 99.34696194°V
Tula de Allende er en landsby i den mexicanske delstat Hidalgo. Tidligere var området hovedstad for toltekerne.